# 牛头示威
牛头示威是指2009年8月28日发生于马来西亚莎阿南苏丹沙拉胡汀·阿都阿兹沙大厦雪兰莪州政府总部前的一场示威活动。当日为数约50名大多数为穆斯林的居民将一个血淋淋的牛头摆放至政府大厦前以抗议雪州政府批准一间兴都庙迁移至莎阿南第23区。一名示威者还高呼雪州行政议员西维尔再也古玛的名字，要求后者到他们面前来对质。因兴都教徒把牛只视为神圣的动物，所以此次事件被定性为种族冲突事件。

## 反应
马来西亚总检察署宣布援引煽动法令和非法集会两条罪名，提控在雪兰莪州政府大厦前丢牛头示威阻止建印度庙的人士。另外，雪州政府则在之后宣布已经物色新地点建庙，而这个新地点虽仍在莎阿南23区，但离住宅区较远以平息争议。